# Малая Кемсола
 Малая Кемсола  — упразднённая деревня в Новоторъяльском районе Республики Марий Эл. Входила в состав Староторъяльского сельского поселения. В 2024 году включена в состав деревни Токтарсола и исключена из учётных данных.

## География
Находится в северо-восточной части республики Марий Эл на расстоянии приблизительно 10 км по прямой на юг от районного центра посёлка Новый Торъял.

## История
Известна с 1850 года, когда здесь (тогда починок) проживали 38 человек, насчитывалось 3 двора. В 1917 году было 24 хозяйства, В 1925 году в селении проживали 119 человек. В 1980 году здесь насчитывалось 15 хозяйств, 62 человека. В 1999 году осталось 15 дворов и 50 жителей, в 2002 году 14 дворов. В советское время работали колхозы "Малая Кемсола" и имени Сталина.

## Население
| 2010 |
| ---- |
| 31   |

Население составляло 40 человек (мари 100 %) в 2002 году, 31 в 2010.